# اموانگا تشیمن
اموانگا تشیمن (انگلیسی: Bwanga Tshimen؛ زادهٔ ۴ ژانویهٔ ۱۹۴۹) بازیکن فوتبال اهل جمهوری دموکراتیک کنگو بود.
از باشگاه‌هایی که در آن بازی کرده‌است می‌توان به باشگاه فوتبال تی‌پی مازمبه اشاره کرد.
وی همچنین در تیم ملی فوتبال زئیر بازی کرده‌است.